# Stanley Pringle
Stanley Wayne Pringle (San Diego, 5 marzo 1987) è un cestista statunitense naturalizzato filippino.

## Palmarès
- Campione NIT (2009)